# 聖安東尼奧德洛斯巴尼奧斯
聖安東尼奧德洛斯巴尼奧斯（西班牙語：San Antonio de los Baños）是古巴的城鎮，位於該國西部，距離首都哈瓦那26公里，属阿爾特米薩省，始建於1802年，面積127平方公里，海拔高度60米，2004年人口46,300，人口密度為每平方公里364.6人。2021年7月，当地发生反政府抗议活动。

## 友好城市
- 法國 卢万河畔沙莱特